# フラ・アンジェリコ
フラ・アンジェリコまたはベアート・アンジェリコ（伊: Fra' Angelico / Beato Angelico、1390年 / 1395年頃 - 1455年2月18日）は、初期ルネサンス期のイタリア人画家。本名はグイード・ディ・ピエトロ (Guido di Pietro) で、フラ・アンジェリコは「修道士アンジェリコ」を意味する通称であり、「アンジェリコ」は「天使のような人物」という意味である。同時代の人々からは「フィエーゾレの修道士ジョヴァンニ」を意味するフラ・ジョヴァンニ・ダ・フィエーゾレという名前でも知られていた。
フラ・アンジェリコは15世紀前半のフィレンツェを代表する画家で、イタリアでは存命時に「福者アンジェリコ」を意味するベアート・アンジェリコとも呼ばれており、これはフラ・アンジェリコが宗教的モチーフを題材とした絵画を描く才能に優れていたことに由来していた。1982年に教皇ヨハネ・パウロ2世がフラ・アンジェリコを福者に認定したことにより、名実ともに「ベアート・アンジェリコ（福者アンジェリコ）」となった。「フィエーゾレ」はフラ・アンジェリコの本名の一部だと誤解されることもあるが、単にドミニコ修道会に誓願を立てた場所の町名に過ぎず、他に同名のジョヴァンニという修道士がいたことから、二人を区別するために使用されただけである。ローマカトリック教会殉教者名簿 (en:Roman Martyrology) には「福者ジョヴァンニ・フィエーゾレ、愛称アンジェリコ Beatus Ioannes Faesulanus, cognomento Angelicus」という名前で記載されている。
ジョルジョ・ヴァザーリはその著書『画家・彫刻家・建築家列伝』でフラ・ジョヴァンニ・アンジェリコという名前で記述し、「まれに見る完璧な才能の持ち主」として次のように紹介している。

## 略歴

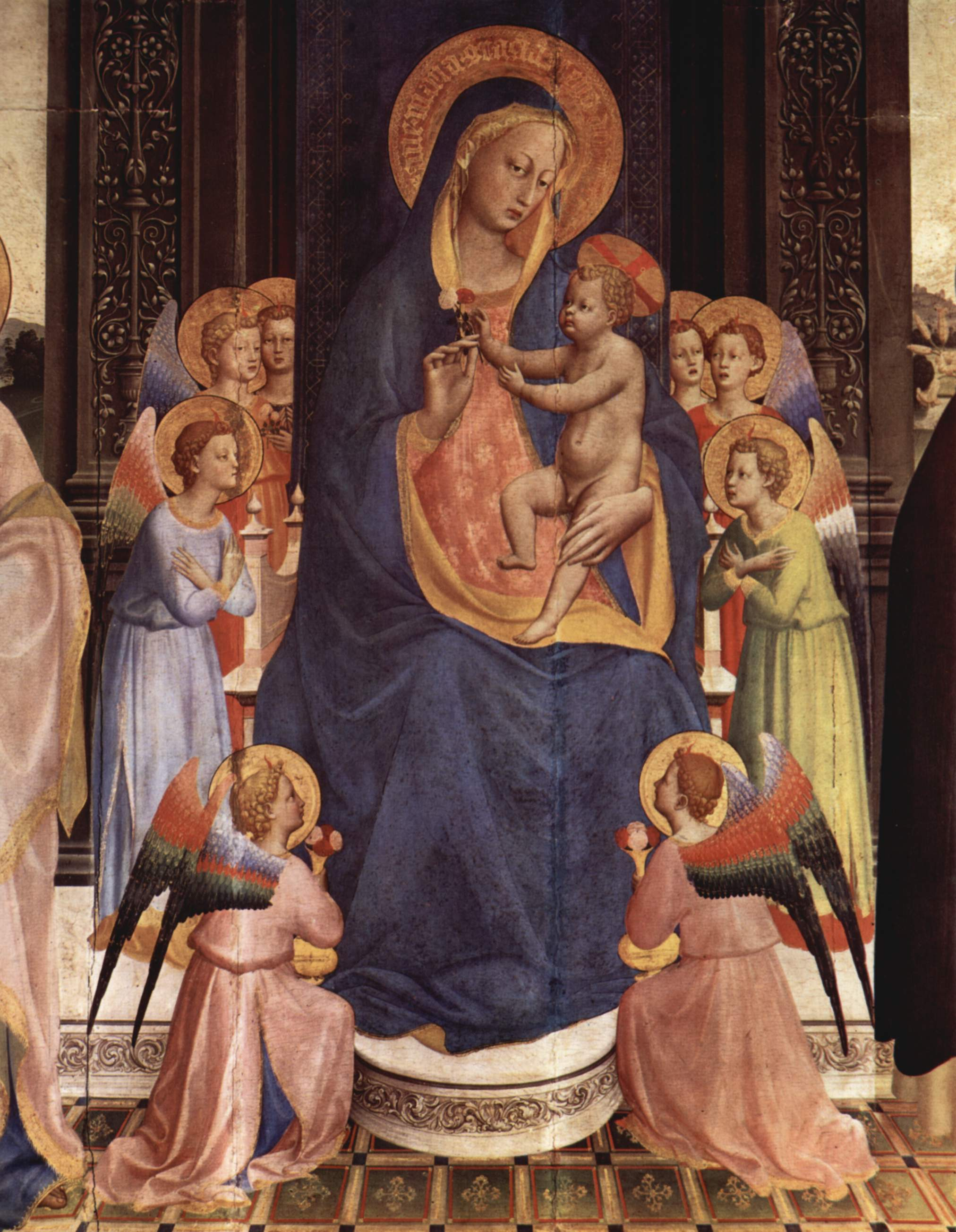
『聖者と聖母子』部分（1424年 - 1425年頃）
聖ドミニコ教会（フィエーゾレ）

### 1395年 - 1436年
フラ・アンジェリコは14世紀末にトスカーナ州フィレンツェ北部のフィエーゾレ近郊ヴィッキオのルペカニーニャで生まれた。フラ・アンジェリコの両親については一切知られていない。洗礼名はグイードかグイドリーノである。フラ・アンジェリコに関する最初の記録は、1417年10月17日にカルメル修道会が主催する信心会に入信したというもので、その記録にはグイード・ディ・ピエトロという名前で記されている。この記録にはフラ・アンジェリコがすでに画家として生計を立てていたことも書かれており、このことは1418年の1月と2月にサン・ステファノ・デル・ポンテ教会の依頼で絵画を描いて報酬を受け取ったという他の記録からも裏付けられる。修道士としての記録が残っている最古の記録は1423年のもので、フィエーゾレのドミニコ修道会に入信したときに新しく名乗ったと思われるフラ・ジョヴァンニという名前が最初に記された記録となっている。
ヴァザーリの著作では、フラ・アンジェリコは当初装飾写本画家として修行を積み、ドミニコ派修道士で装飾写本作家でもあった兄ベネデットとともに働いていたのではないかとされている。フィレンツェのサン・マルコにはフラ・アンジェリコが制作に関わったと思われる装飾写本が所蔵されている。画家ロレンツォ・モナコがフラ・アンジェリコの絵画の師ではないかといわれ、シエナ派の影響をフラ・アンジェリコの作品にみることができる。存命中に修道会で何度も重要な役職に就いたが、創作活動にはまったく影響を及ぼすことはなく、フラ・アンジェリコが描く絵画はたちまちのうちに有名になっていった。ヴァザーリによるとフラ・アンジェリコが最初に描いた作品は祭壇画で、フィレンツェのカルトゥジオ修道会のためのものとされるが現存はしていない 。
フラ・アンジェリコは1408年から1418年にかけてコルトーナのドミニコ会修道院に滞在し、ゲラルド・スタルニーナ(Gherardo Starnina) の助手、あるいは部下として教会用のフレスコ画を制作しているが、この作品も現存していない。1418年から1436年にはフィエーゾレの修道院で多くのフレスコ画、祭壇画を描いており、どれも保存状態は悪かったものの後年になってから修復されている。ロンドンのナショナル・ギャラリーには列福されたドミニコ派修道士ら250人以上の人物に囲まれるキリストの栄光を描いた祭壇画が完品の状態で収蔵されており、フラ・アンジェリコの才能を示す好例となっている。

### 1436年 - 1445年 サン・マルコ、フィレンツェ

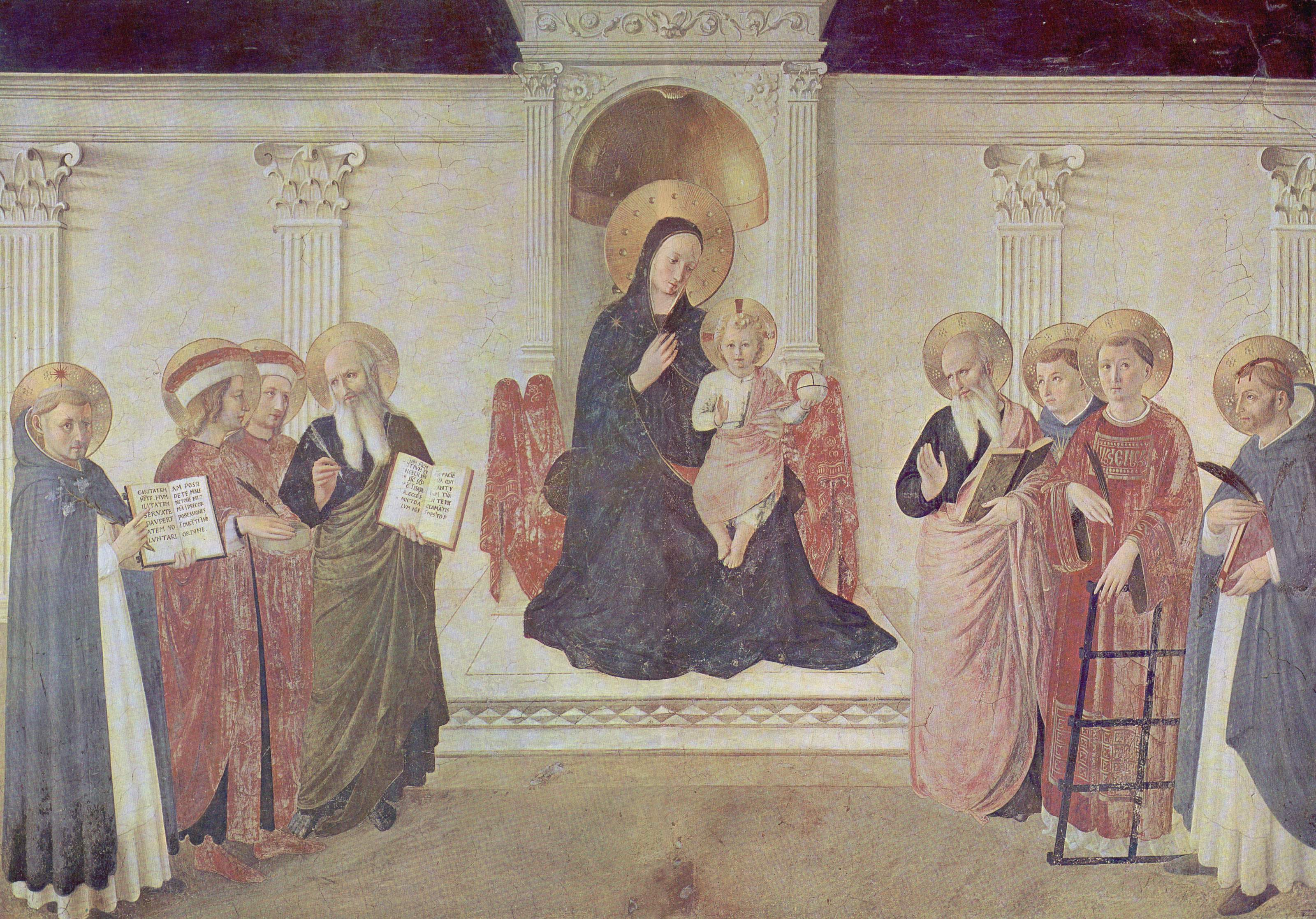
『マエスタ』（1437年 - 1446年頃）
サン・マルコ美術館（フィレンツェ）
玉座の聖母子と周りを囲む聖コスマス、聖ダミアン、聖ヨハネら聖人が描かれている

フラ・アンジェリコは1436年にフィエーゾレの修道院から、フィレンツェに新しく建設されたサン・マルコ修道院へと多くの修道士とともに移った。この移住はフラ・アンジェリコの画家としてのキャリアに重要な出会いをもたらした。当時のフィレンツェは芸術の最先端都市であり、さらにサン・マルコ修道院に世俗の厄介ごとから逃れるための大きな個室を持っていた、フィレンツェでもっとも裕福な権力者コジモ・デ・メディチの知遇を得て、その後援を受けたのである。ヴァザーリによれば、コジモがフラ・アンジェリコに修道院の壮大な教会参事会会議場などの内部装飾を要請し、階段上部の『受胎告知』や各部屋の壁にキリストの生涯を描いた敬虔な小フレスコ画などを描かせたとなっている。
1439年にはもっとも有名な作品の一つである祭壇画『マエスタ』をサン・マルコ修道院のために描いているが、この作品は当時の絵画としては極めて異例なものだった。多くの聖人に囲まれた聖母子という構図自体はありふれたもので、明確に天界での光景として描かれ、聖人や天使は俗人よりもはるかに神聖な存在であることを示すために宙に浮かんで表現されるのが通常だった。しかしながらフラ・アンジェリコが描いたこの作品では聖人たちは普通に地上に立っており、聖母の栄光を共に分かち合うことを喜び、まるで談笑しているかのようなごく自然な姿で聖人たちを描き出している。このような構図は聖会話と呼ばれる絵画形式として知られるようになり、後にジョヴァンニ・ベリーニ、ペルジーノ、ラファエロ・サンティらも数多くの聖会話を手がけることとなった。

### 1445年 - 1455年 バチカン

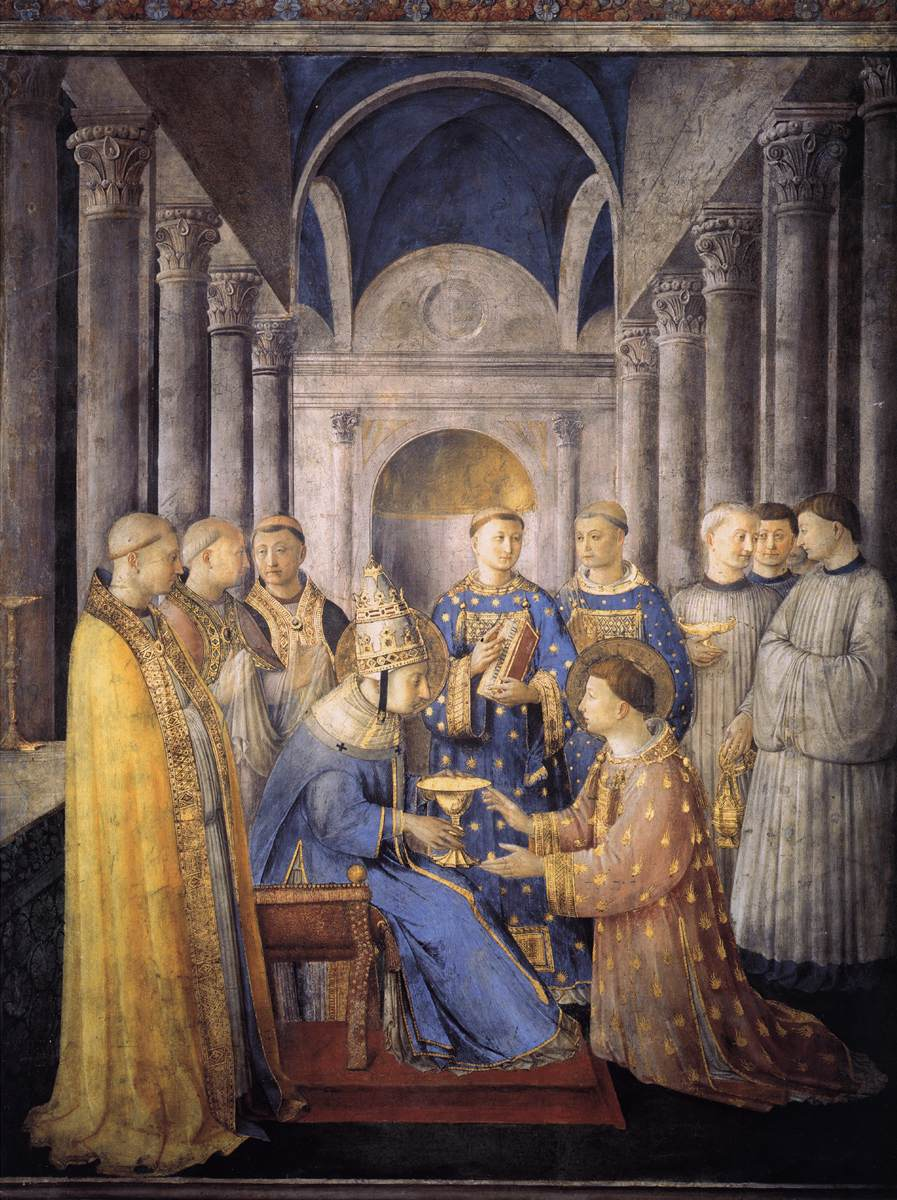
『聖ラウレンティウスを助祭に任ずる聖ペトロ』（1447年 - 1449年）
バチカン宮殿ニコラウス5世礼拝堂（バチカン）

1445年にローマ教皇エウゲニウス4世がサン・ピエトロ大聖堂の秘蹟の礼拝堂のフレスコ画を描かせるために、フラ・アンジェリコをローマへと召致した。ヴァザーリは、このときフラ・アンジェリコはローマ教皇ニコラウス5世からフィレンツェ大司教の地位を提示されたが、これを断って別の修道士を推薦したと断言している。このエピソードは現在伝わっているフラ・アンジェリコの人柄からするといかにももっともらしく思えるが、もしヴァザーリの著作に書かれた日付が正確であるとするならば、当時のローマ教皇はニコラウス5世ではなくエウゲニウス4世である。1447年にフラ・アンジェリコは弟子のベノッツォ・ゴッツォリとともにバチカンを離れてオルヴィエートの聖堂で絵画制作を行っている。このとき同じく弟子だったザノビ・ストロッツィも同行したと考えられている。
フラ・アンジェリコは1447年から1449年にかけてバチカンに戻り、ローマ教皇ニコラウス5世の要請でバチカン宮殿の『ニコラウス5世礼拝堂フレスコ画』をデザインしている。これは初期キリスト教の殉教者聖ステファノと聖ラウレンティウスの生涯を描いたフレスコ画で、制作に当たっては弟子がかなりの部分を描いているのではないかとも考えられている。ニコラウス5世礼拝堂は小規模な建物だが、輝くようなフレスコ壁画と金箔を用いた装飾とが宝石箱のような印象を与える礼拝堂である。1449年から1452年までフラ・アンジェリコはフィエーゾレ修道院に戻り修道院長も務めている。

### 死去と列福
フラ・アンジェリコは1455年に、ローマのドミニコ会修道院で死去した。おそらくローマ教皇ニコラウス5世の礼拝堂の絵画作成のためにこの修道院に滞在していたと考えられており、ローマのサンタ・マリア・ソプラ・ミネルヴァ教会に埋葬された。
ローマ教皇ヨハネ・パウロ2世が1982年11月3日にフラ・アンジェリコを列福し、1984年にキリスト教芸術家の守護者として認定した。

## 当時の芸術とフラ・アンジェリコの評価

### 背景
フラ・アンジェリコが活動した時期は、絵画に大きな変革が起きていた時代だった。およそ100年前のイタリア人画家ジョット・ディ・ボンドーネの作品を源流とし、ジュスト・デ・メナブオイ (en:Giusto de' Menabuoi) らフラ・アンジェリコとほぼ同時代の芸術家たちが加わって、この大きな変革を推し進めていった。ジョットもデ・メナブオイも重要な作品をパドヴァで制作し、ジョットはゴシック様式の修業を積んでいたにもかかわらず、サンタ・クローチェ聖堂のバルディ礼拝堂に描いた聖フランシスコのフレスコ画はそれまでのゴシック絵画とはまったく異なるものだった。ジョットの作風には多くの熱狂的ともいえる追随者があらわれ、ジョットのフレスコ画を真似た画家の中にはピエトロ・ロレンツェッティのように大きな成功をおさめる者も出た。

### 芸術家のパトロン

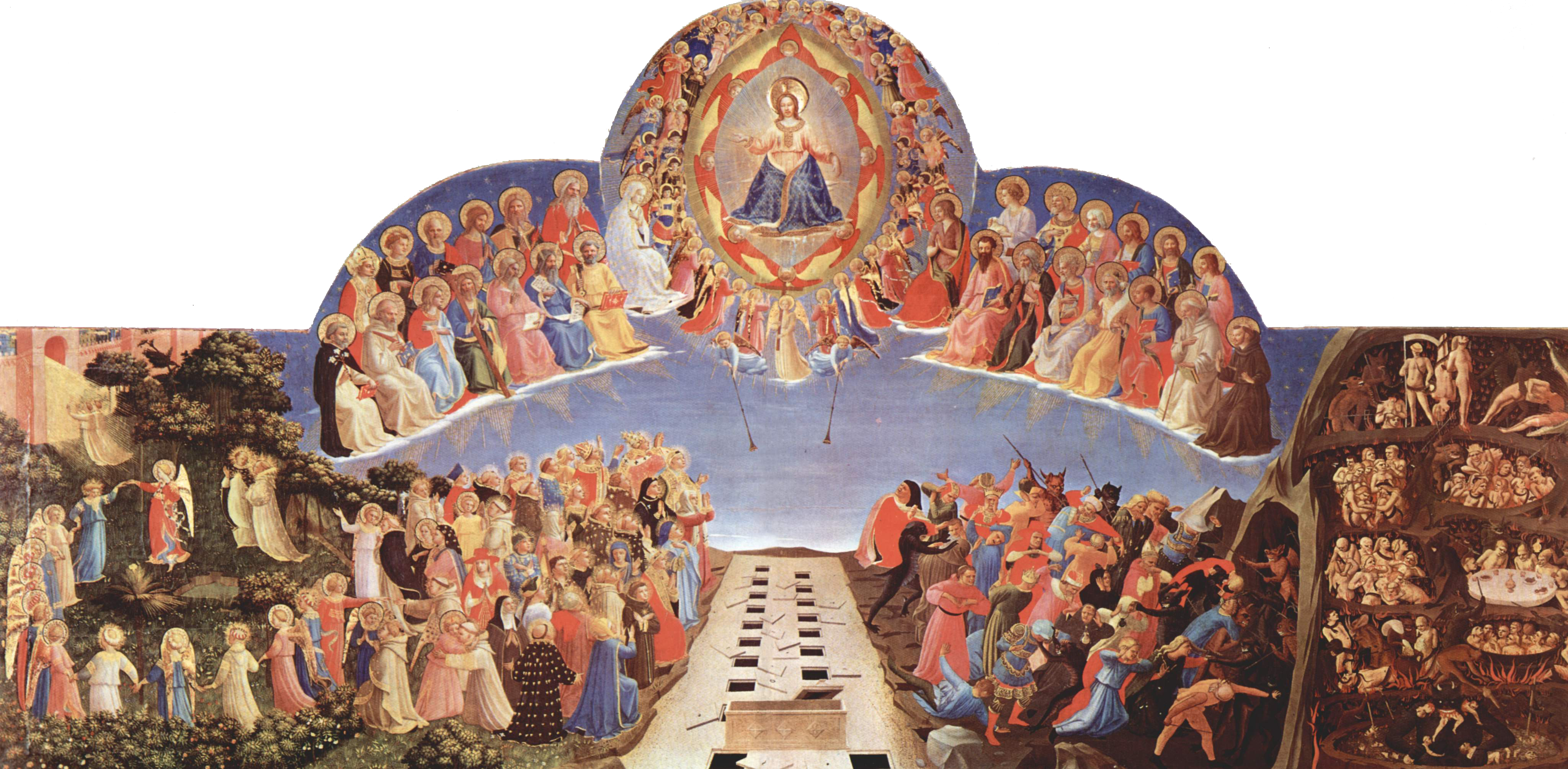
『最後の審判』（1432年 - 1435年）
サン・マルコ美術館（フィレンツェ）
サンタ・マリーア・デッリ・アンジェリ教会の依頼で描かれた多翼祭壇画の上部パネル

修道士画家のパトロン（依頼主）は修道院などの宗教的施設か、教会に多額な寄付ができる裕福な一族がほとんどだった。このような修道士画家たちの信仰上の理由からパトロンも保守的な傾向が強く、さらに裕福であればあるほどより保守的になることが多かった。依頼で描かれた絵画には必ずパトロンの名前が書かれた明細書が付属しており、多くの高価な金箔が使用された作品はそれを依頼したパトロンの名誉を表すものだった。絵の具箱に入っている貴重で高価な顔料としてラピスラズリやヴァーミリオンがある。これら貴重な顔料から作られた絵の具がふんだんに使用されている作品も、金箔同様にパトロンがいかに裕福であるかを証明することにつながった。

### 同時代の重要な画家
フラ・アンジェリコはイタリア人画家ジェンティーレ・ダ・ファブリアーノとほぼ同時代の画家である。ファブリアーノが描いた祭壇画『東方三博士の礼拝』（1423年、ウフィツィ美術館）は、国際ゴシック絵画の最高傑作の一つと評価されている。フィレンツェのサンタ・マリア・デル・カルミネ大聖堂ブランカッチ礼拝堂では、ジョットの新しい芸術性を正確に理解した若きイタリア人画家マサッチオがフレスコ画を描いている。当時のフィレンツェには、マサッチオほど人物像を力強く、まるで生きているかのように表現力豊かに描き出して他の芸術家に影響を与えた画家はほとんどいない。マサッチオの年長の共同制作者マソリーノもフラ・アンジェリコと同年代の画家である。マサッチオは1428年に27歳という若さで夭折し、ブランカッチ礼拝堂のフレスコ画は未完のままに残されてしまった。

### フラ・アンジェリコの祭壇画

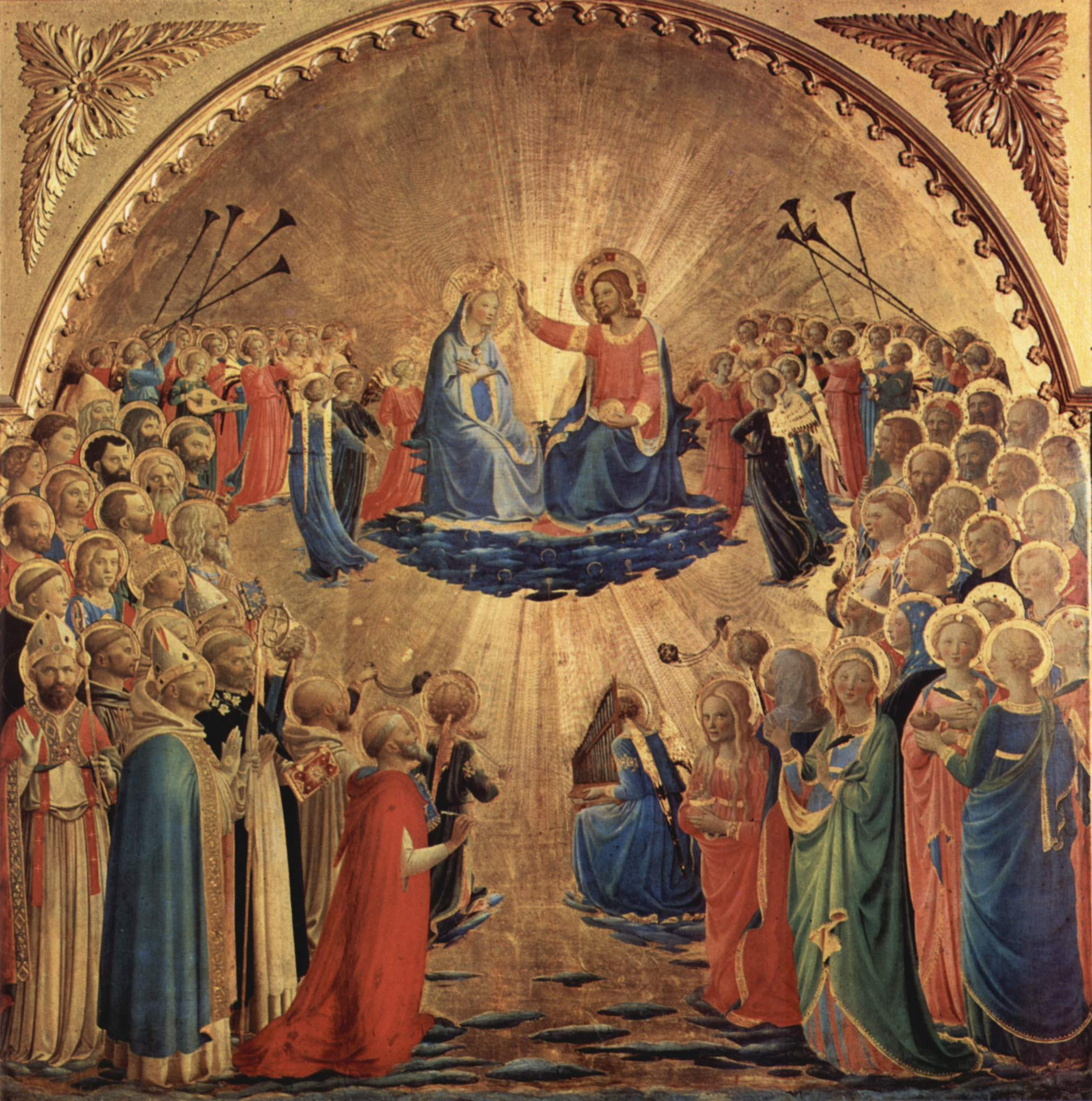
『聖母戴冠』（1434年 - 1435年）
ウフィツィ美術館（フィレンツェ）

フラ・アンジェリコの作品には、それまでの保守的なゴシック様式と先進的なルネサンス様式とが混在している。フィレンツェのサンタ・マリア・ノヴェッラ教会からの依頼で描き、現在フィレンツェのウフィツィ美術館が所蔵する『聖母戴冠』は、金箔、ラピスラズリ、バーミリオンなど、14世紀で望みうる最高の素材が大量に使用された非常に贅沢な祭壇画である。金箔が使用されている背景や聖人たちの頭上の後光、衣服の縁飾りは非常に精緻に細工されており、これらはすべてゴシック様式の手法である。ジェンティーレ・ダ・ファブリアーノの祭壇画と違ってルネサンス様式を感じさせるのは、現実的な立体感をもって三次元的に描かれた人物像と、それらの人物が身にまとっている衣装が垂れ下がる表現やゆったりとしたひだの描写である。描かれている人物は大地ではなく雲の上に立っているが、重量感のある表現で描かれている。

### フラ・アンジェリコのフレスコ画

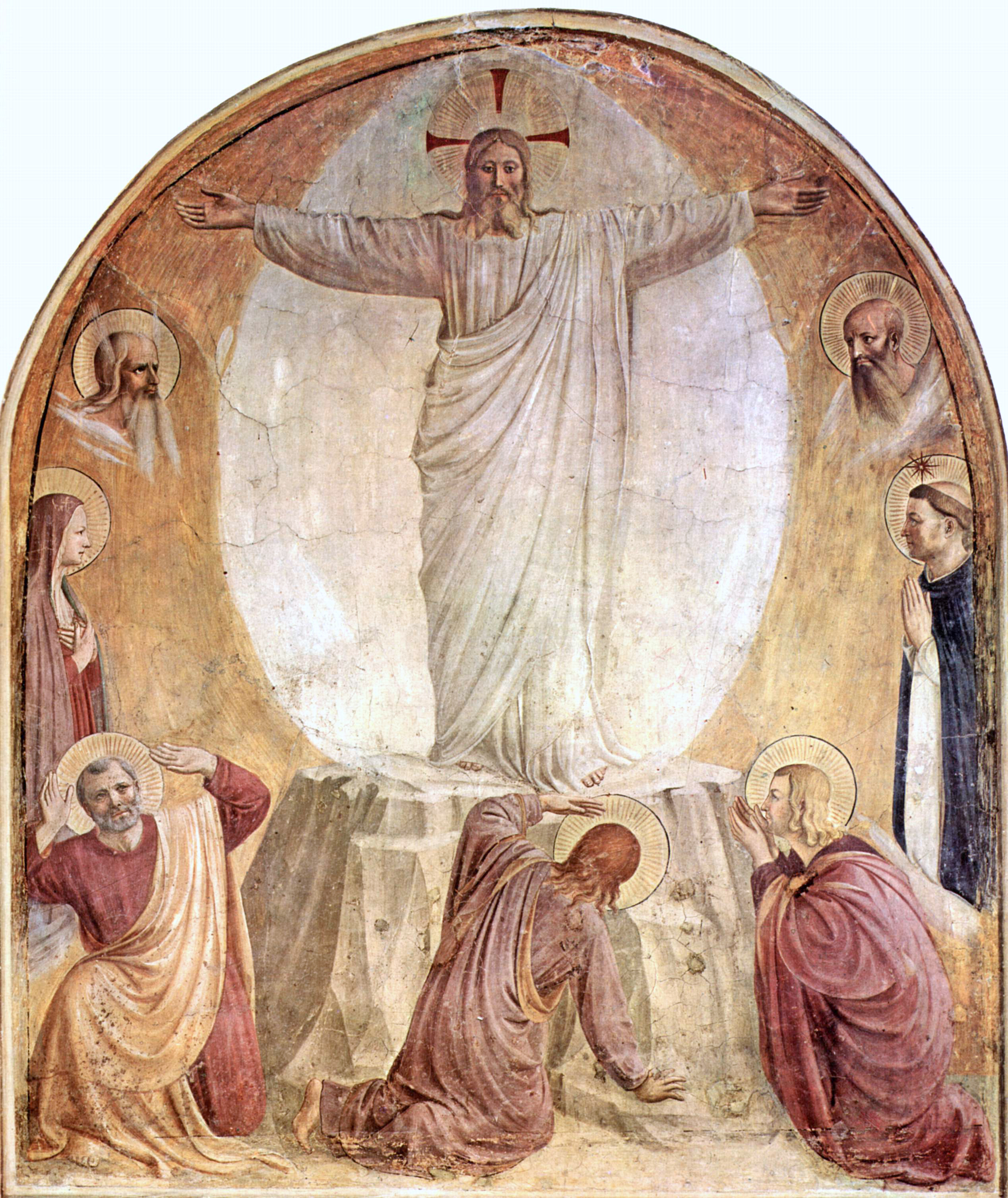
『キリストの変容』（1437年 - 1446年頃）
サン・マルコ美術館（フィレンツェ）

フラ・アンジェリコがフィレンツェのサン・マルコ修道院のために描いた一連のフレスコ画は、フラ・アンジェリコがマサッチオの描いた作品の先進性を理解し、さらなる進展を絵画に与えたことを物語っている。裕福なパトロンからの制約や板絵の限界を超越し、神に対する深い敬意と人間への知見、愛を描き出すことに成功した。修道士部屋の壁に描いた飾り気のない静謐なフレスコ画は、それを見て祈る修道士たちに心の平穏をもたらした。赤色よりも青みを帯びたピンク色が多用される一方で、色鮮やかで高価な顔料である青系色はほとんど使用されていない。ドミニコ会の修道服はくすんで艶のない緑色、黒色、白色で構成されている。華美な印象はなく、描かれている静謐な人物像には心の平穏を乱す要素は何もない。フレスコ画を見るものには、あたかもこの絵画が別の平行世界へ通じる窓であるかのように、キリストの身に起こった様々な出来事を自分が実際に体験しているような心理的効果を与えている。これらのフレスコ画を描いたフラ・アンジェリコがいかに信心深い敬虔な男性であったかを証明している作品群である。
マサッチオはサンタ・マリア・ノヴェッラ教会の壁に描いた写実的な『聖三位一体』で絵画に遠近法を導入した。後に続くフラ・アンジェリコも線遠近法の絵画手法を理解し、イタリア人建築家ミケロッツォ・ディ・バルトロメオとフィリッポ・ブルネレスキがサン・マルコ地区に建設した拱廊を『受胎告知』などの自身の作品に取り入れている。

### フラ・アンジェリコが聖人たちを描いた絵画

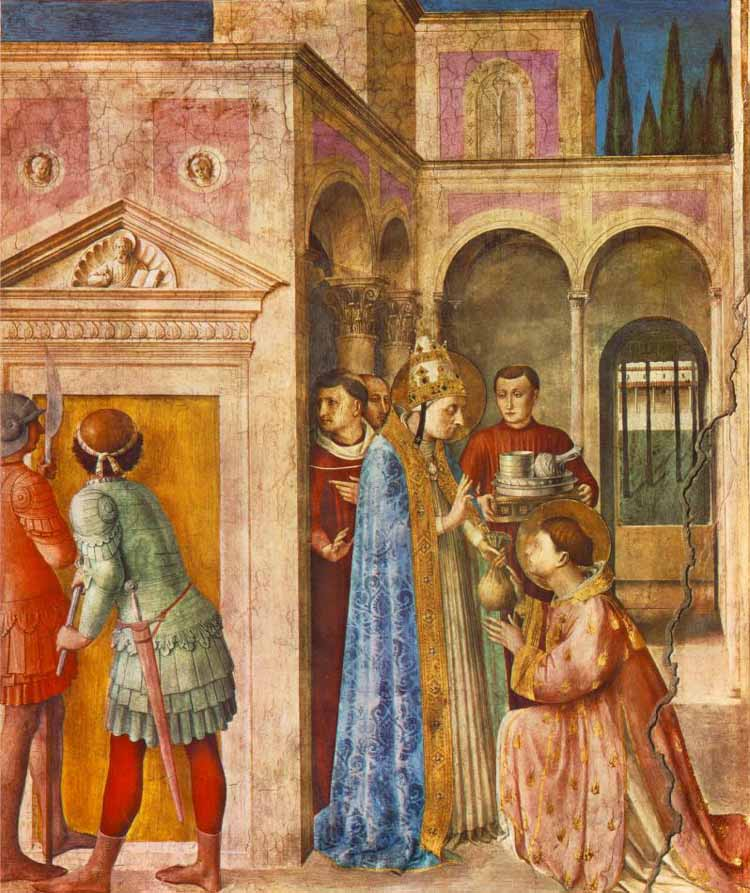
『教会の宝物を受け取る聖ラウレンティウス』（1447年）
バチカン宮殿ニッコリーネ礼拝堂（バチカン）
高価な顔料、金箔など貴重な素材を使用した細密なデザインは、バチカンが依頼する絵画の典型である

フラ・アンジェリコと弟子がローマ教皇ニコラウス5世からの召致で礼拝堂装飾絵画制作のためにバチカンを訪れたのは、フラ・アンジェリコが再び教皇の機嫌をとる必要があったことが理由だった。この小さな礼拝堂に足を踏み入れると、まるで宝石箱の中に迷い込んだような感覚すら覚える。壁面は色鮮やかな彩色と金箔で飾り立てられ、この豪華な装飾に比肩するのはこれより100年ほど前にゴシック期のイタリア人画家シモーネ・マルティーニが装飾を担当したサン・フランチェスコ大聖堂下堂くらいである。しかしながらその作風にはそれまでの絵画と同様にフラ・アンジェリコが終生追い求めていた慈悲心と信仰とが如実に現れており、人物像が身にまとう金箔が使用された豪華な衣装は優しく穏やかに表現されている。
現存しているフラ・アンジェリコの絵画の中には、フラ・アンジェリコの下絵を弟子たちが完成させた作品が存在している可能性はある。ベノッツォ・ゴッツォリやジェンティーレ・ダ・ファブリアーノは当時高く評価されていた画家だった。ゴッツォリは表現豊かで現実的な人物像を描き、自身の作風をよりルネサンス風に昇華していった。メディチ家からの依頼でフィレンツェのメディチ・リカルディ宮マギ礼拝堂に描いた代表作『東方三博士の行列』が好例である。

### 後世の画家たちへの影響
フラ・アンジェリコの弟子ベノッツォ・ゴッツォリのフレスコ画に慎重に描かれた肖像画やその絵画技法からドメニコ・ギルランダイオとの関連性を見ることが出来る。ギルランダイオはフィレンツェの有力者をパトロンとし、大規模な構想の作品を次々に描いた。ギルランダイオはミケランジェロの師でもあった人物であり、これらの芸術家の系譜を通じてフラ・アンジェリコの影響は盛期ルネサンスへとつながっている。
1508年にミケランジェロはシスティーナ礼拝堂天井画制作を引き受けた。このときのシスティーナ礼拝堂には、ギルランダイオ、ラファエロの師ペルジーノ、ボッティチェッリらが手がけた『キリストの生涯』『モーゼの生涯』をテーマにした壁画が描かれていた。これらの作品はいつものバチカンの要望どおり大規模で豪奢なもので、構成の複雑さ、人物像の多さ、細部にわたる細密な表現、使用する金箔の量などを画家たちが競い合っているかのような豪華絢爛たる壁画である。これらの壁画の上部にはきらめく衣装と黄金の冠を身につけた歴代ローマ教皇の肖像画が並び、ミケランジェロもこのような壮麗な場所で絵画制作を行った経験はなかった。そして、ローマ教皇ユリウス2世が十二使徒の衣装を壁画と同様に壮麗に飾り立てるよう求めたところ、ミケランジェロは十二使徒はこの上なく清貧だったではないかと言い返したというエピソードがある。
フラ・アンジェリコはサン・マルコ修道院の小部屋に、自身の絵画技術と独自の演出によって美しいフレスコ壁画を現出した。高価な素材である青系の顔料や金箔などを使用しなくても素晴らしい作品を描くことが出来るということを証明したのである。そしてフラ・アンジェリコと同じくミケランジェロは、飾り気のないフレスコ画技法、明瞭で鮮やかな柔らかな色彩、重要な役割を果たす数人の人物像、動きや身振りの優れた表現手法などを作品に取り入れることによって、ミケランジェロは自身がフラ・アンジェリコの直系であることを宣言したのである。イタリアルネサンス美術の専門家フレデリック・ハート (en:Frederick Hartt) はフラ・アンジェリコのことをレンブラント・ファン・レイン、エル・グレコ、フランシスコ・デ・スルバランのような後世の画家たちのさきがけとなる「神秘的な預言者」と表現している。

## 真作の再発見
2006年11月にフラ・アンジェリコの失われたと考えられていた2点の作品が発見されたという報道が世界中でなされた。ジーン・プレストンが所有していたイングランドのオックスフォードにある「質素なテラスハウス」の空き部屋に飾られていた絵画で、ジーンの父が1965年にそれぞれ100ポンドで購入したものを、1974年に父が死去した際にジーンが相続した絵画だった。ジーンは中世研究の専門家で、生前の父から絵画の作者は誰なのか調べて欲しいという相談を受けていた。ジーンはこの2点の絵画がルネサンス期のフィレンツェで描かれた優れた作品であると評価したが、父の代理でジーンが鑑定を依頼した画商も含め、誰一人としてこれらの絵画の作者がフラ・アンジェリコであると考えたものはいなかった。1960年代には中世美術品の需要はほとんどなかったために画商はまったく興味を示さず、ジーンの父も他の中世装飾写本を何冊か買い求めるついでに購入した絵画だった。皮肉なことにこのときの装飾写本はスペインの贋作家が作った偽物だったことが明らかになっている。しかしながら2005年になってからブリストル大学のマイケル・リヴァシッジがフラ・アンジェリコの作品であると同定した。この2点の絵画は、1439年にフラ・アンジェリコがサン・マルコ修道院のために描いた大きな多翼祭壇画のサイドパネル8枚のうちの2枚で、200年以上前のナポレオン軍侵攻の際に裁断されて修道院から散逸していた。この祭壇画の中央部分はサン・マルコ美術館（以前のサン・マルコ修道院）が、6枚のサイドパネルはドイツ、アメリカの美術館がそれぞれ所蔵しており、今回発見された2枚のパネルは昔に失われたと考えられていたものだった。イタリア政府がこの2点の作品を買い上げようとしたが、2007年4月20日に行われたオークションで個人収集家が170万ポンドで落札した。現在これら2点の作品は修復されて、フィレンツェのサン・マルコ美術館に展示されている。

## ギャラリー

### 1408年 - 1436年

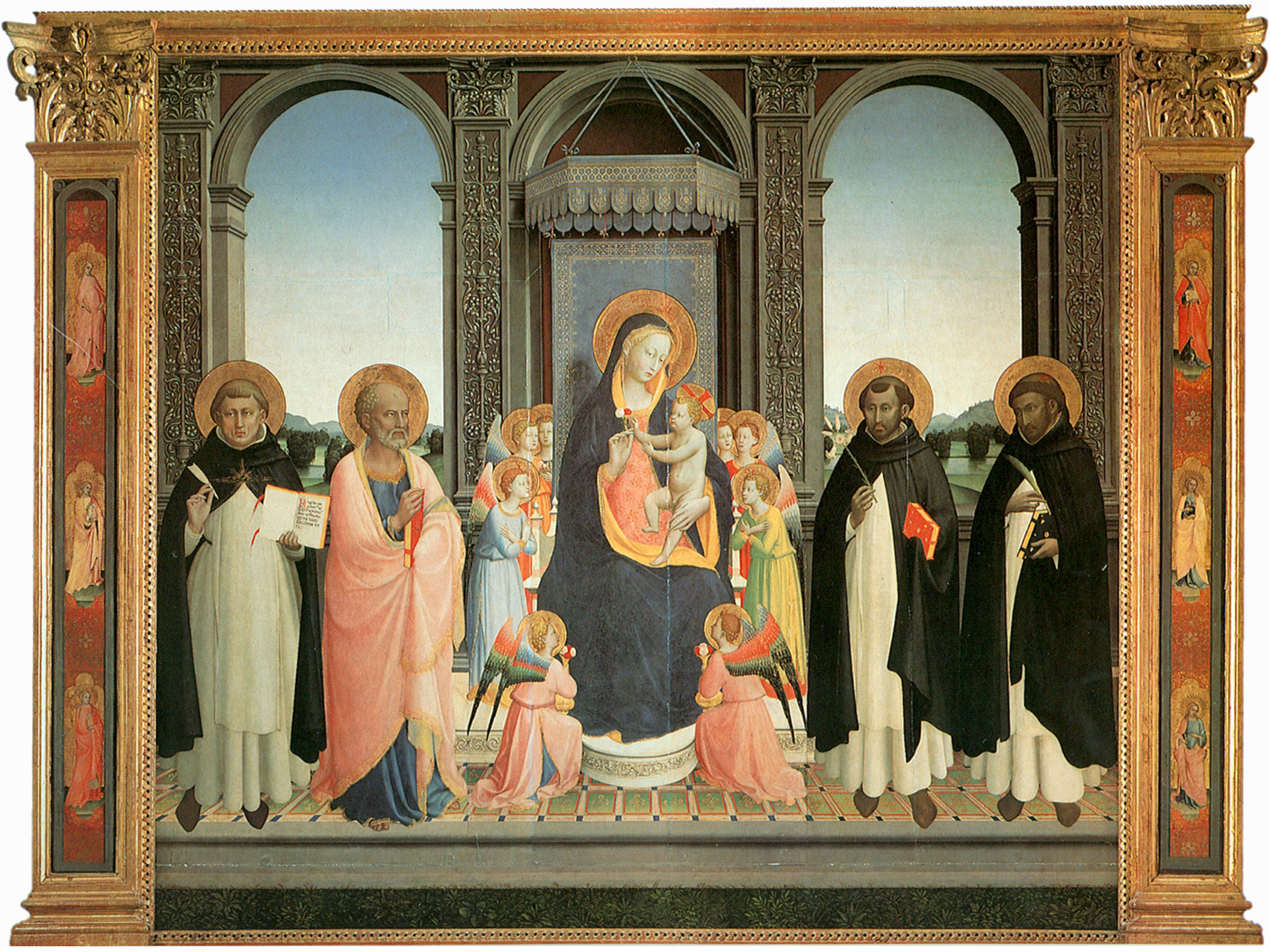
『フィエーゾレの祭壇画』（1424年） サン・ドミニコ教会（フィエーゾレ）
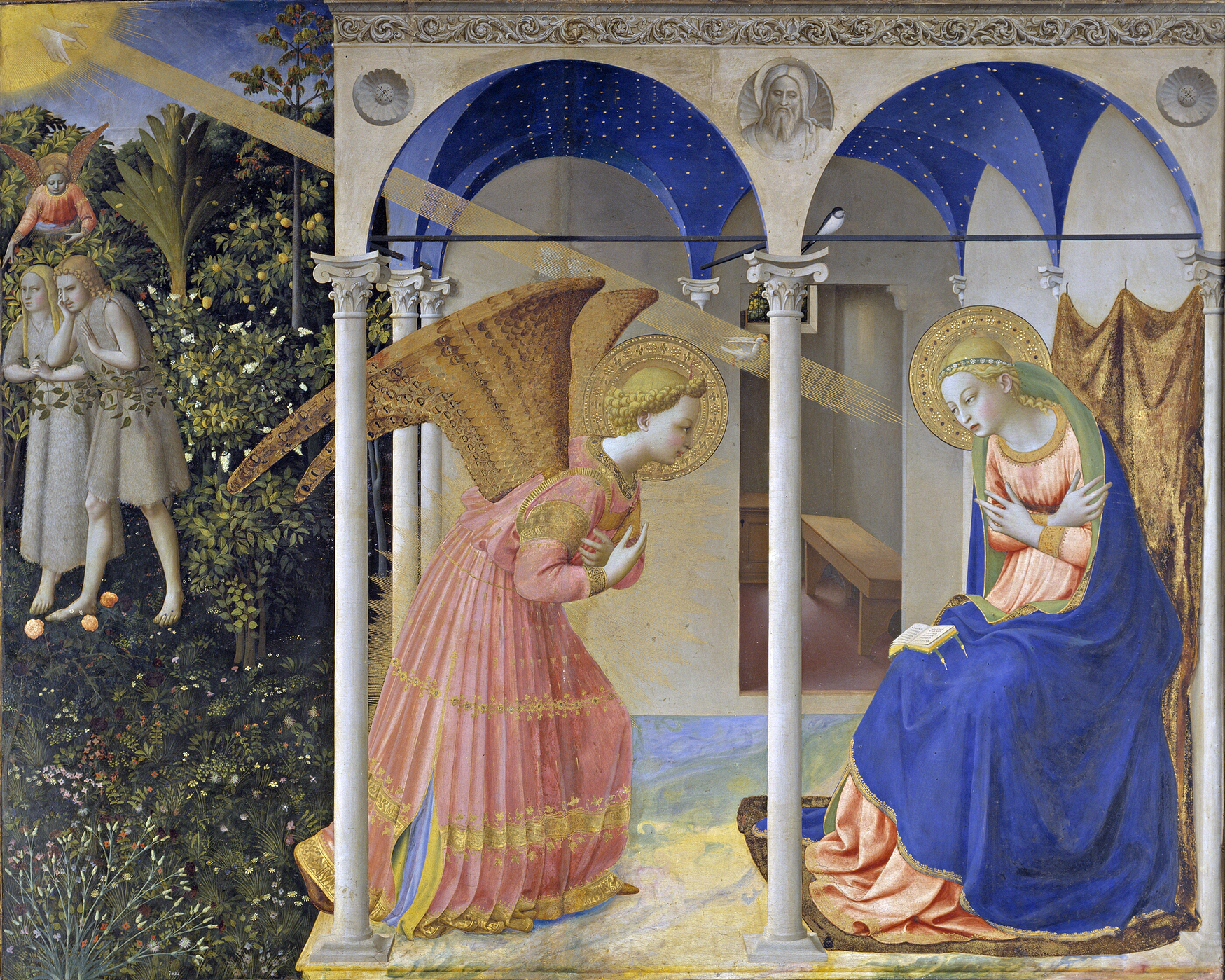
『受胎告知』(1425年頃) プラド美術館 (マドリード)
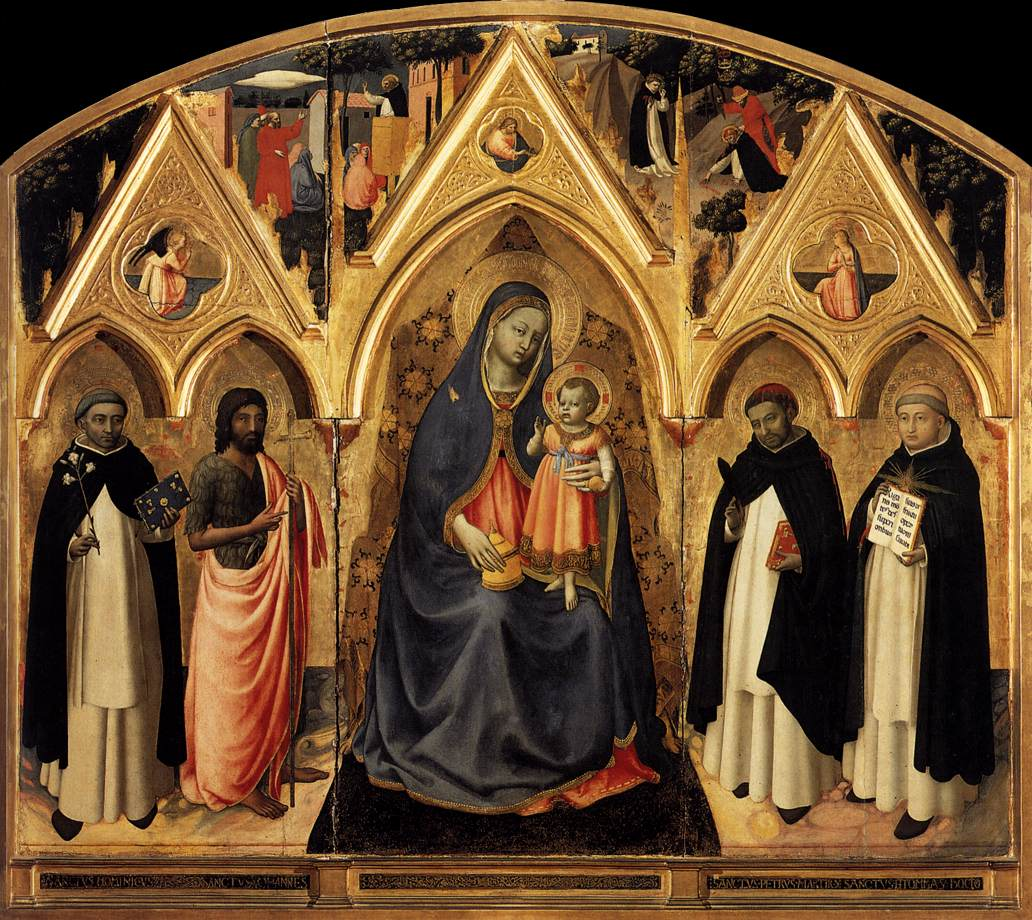
『聖ピエトロの三連祭壇画』（1428年 - 1429年頃） サン・マルコ美術館（フィレンツェ）
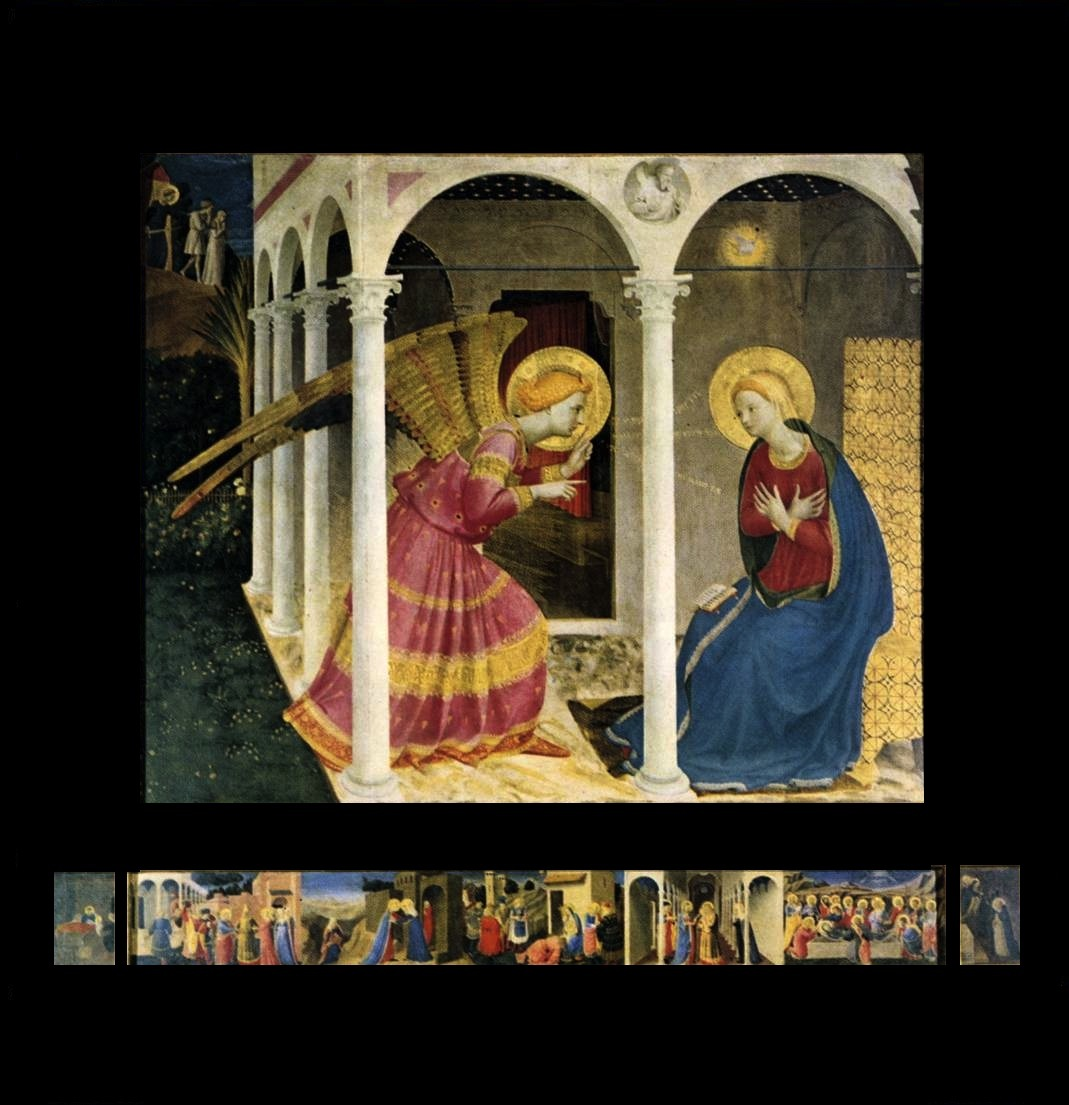
『コルトーナの受胎告知』(1430年頃) 司教区美術館 (コルトーナ)
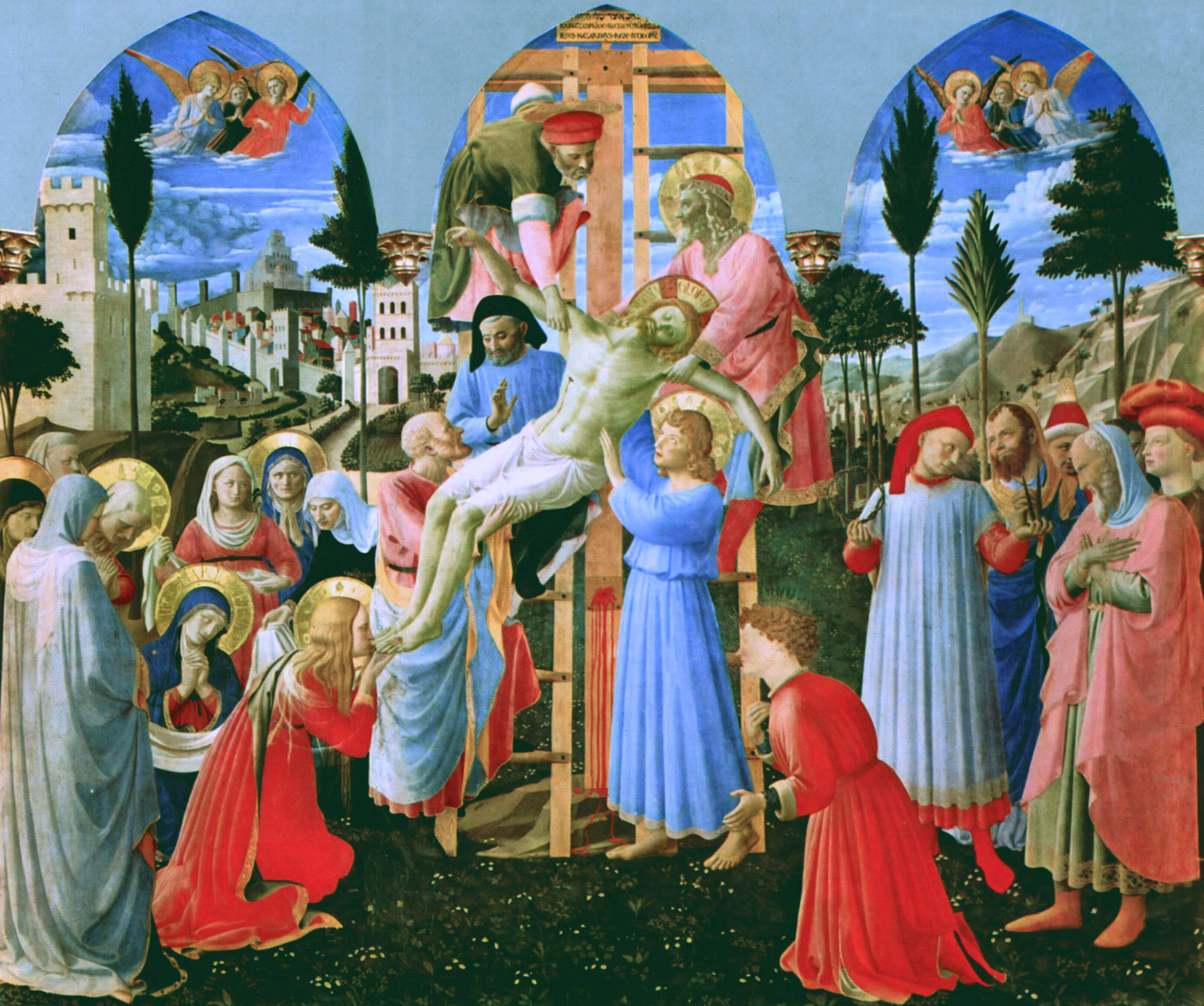
『キリストの十字架降下』(1432-1434年) サン・マルコ美術館 (フィレンツェ)
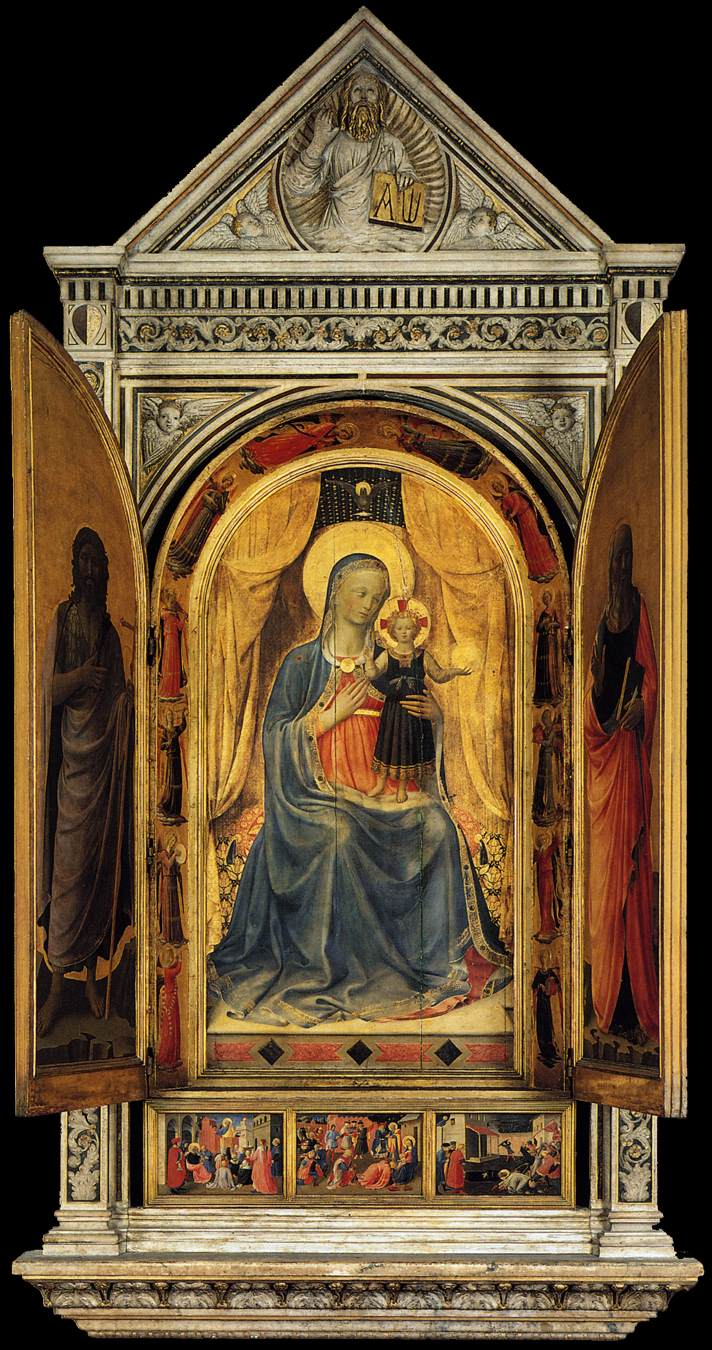
『リナイオーリの壁祭壇』（1432年 - 1435年頃） サン・マルコ美術館（フィレンツェ） ロレンツォ・ギベルティがデザインし、フラ・アンジェリコが描いた作品
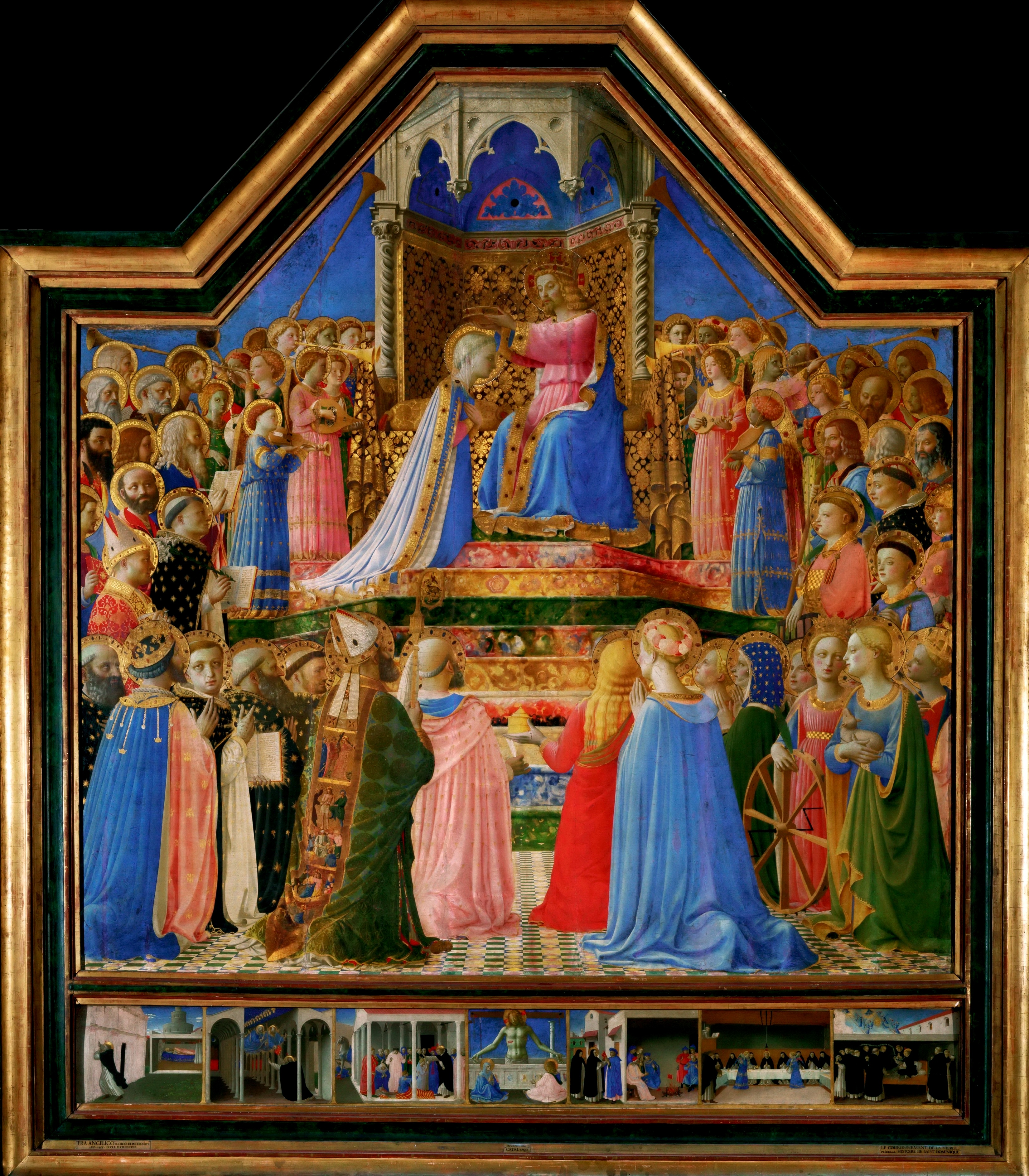
『聖母戴冠』(1434-1435年ごろ) ルーヴル美術館 (パリ)

### 1436年 - 1445年

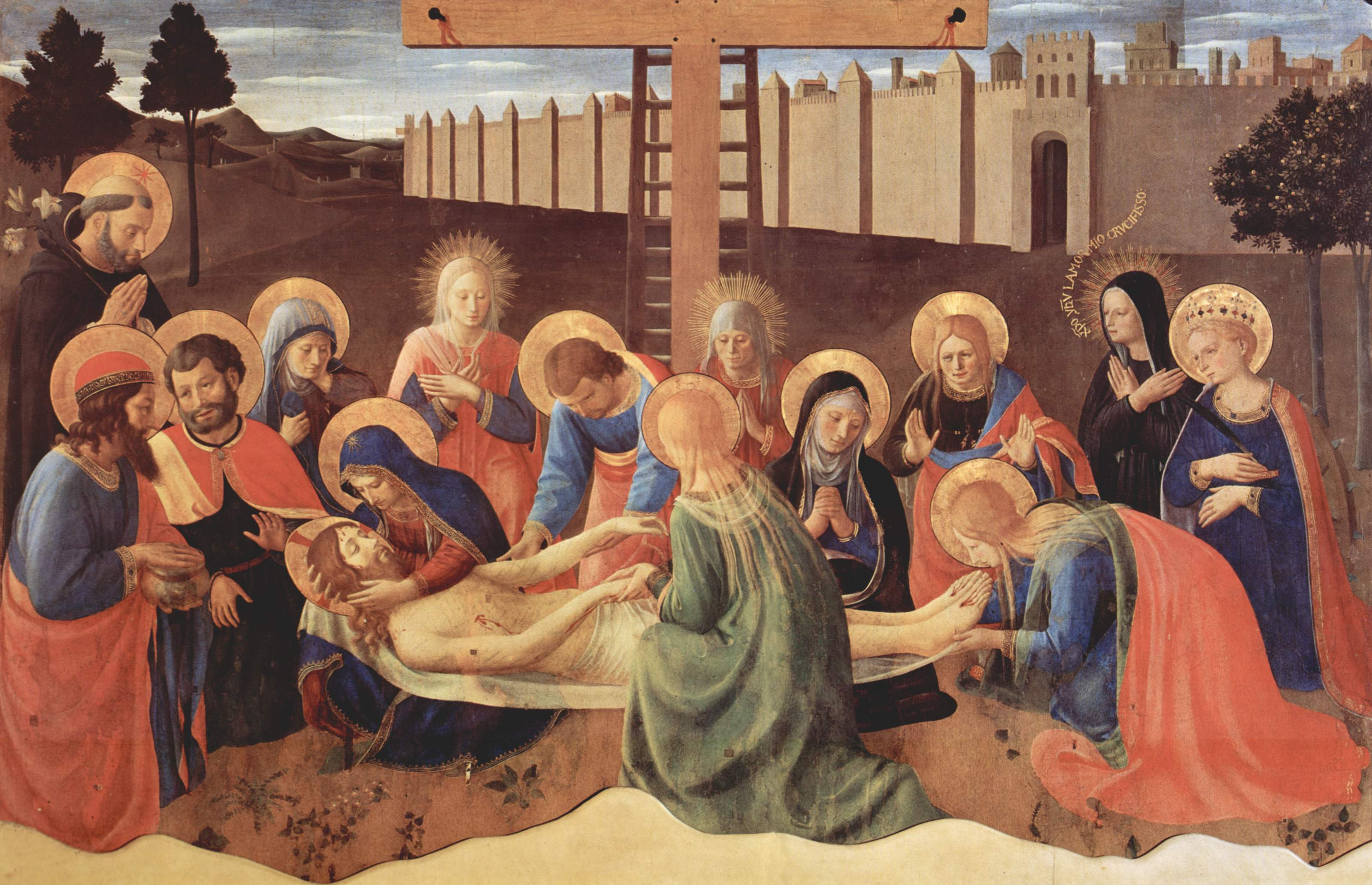
『クローチェ・アル・テンピオのキリストの哀悼』（1436年） サン・マルコ美術館（フィレンツェ）
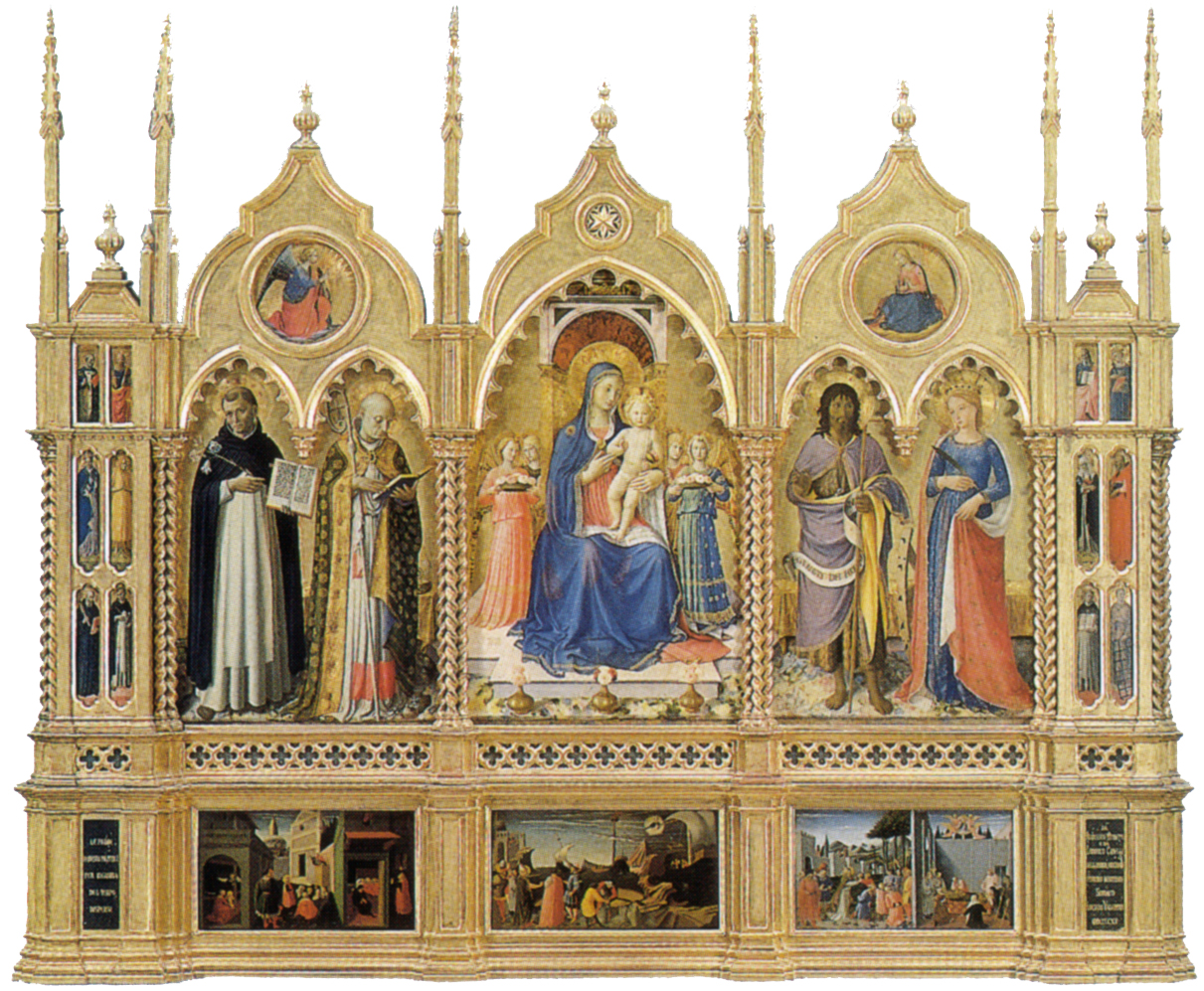
『ペルージャ祭壇画』（1437年頃） ウンブリア国立絵画館（ペルージャ）
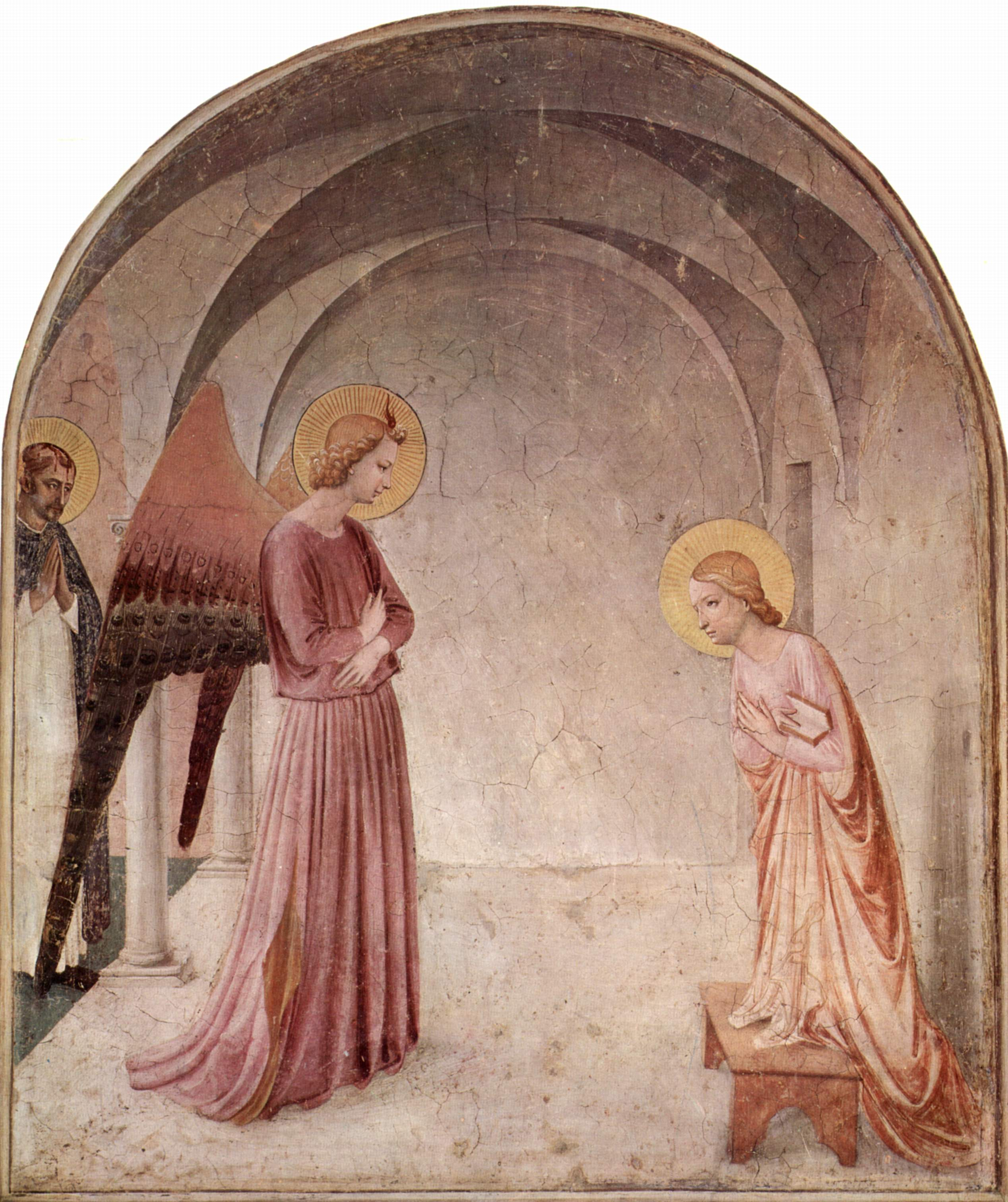
『受胎告知』（1437年 - 1446年） サン・マルコ美術館（フィレンツェ） フレスコ画
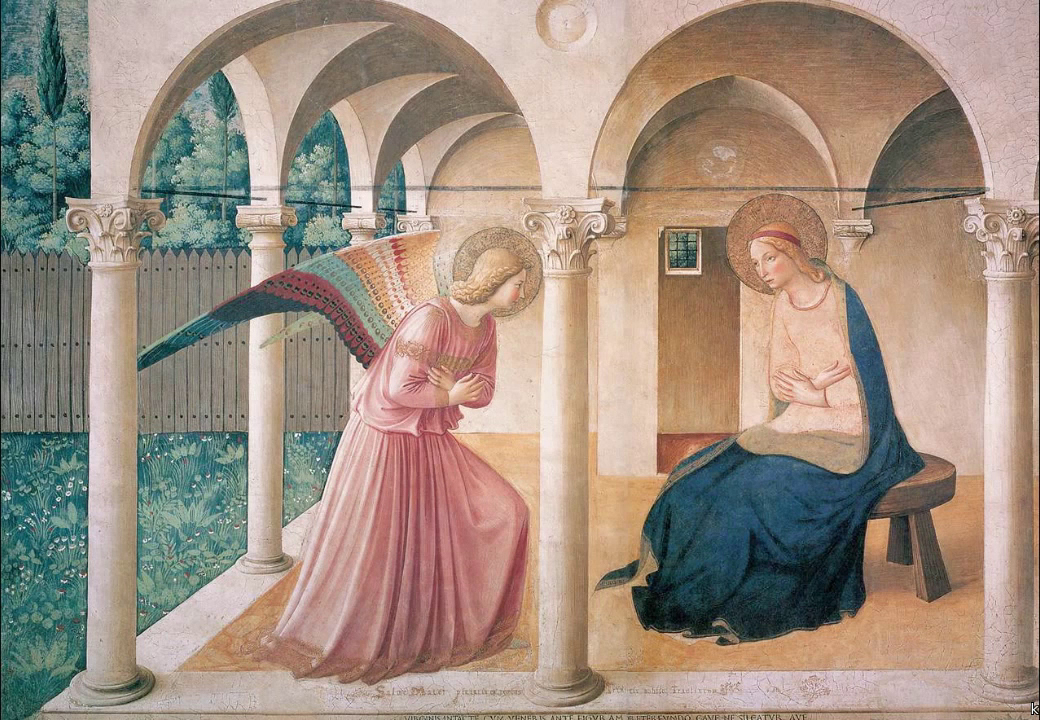
『受胎告知』（1437年 - 1446年頃） サン・マルコ美術館（フィレンツェ）
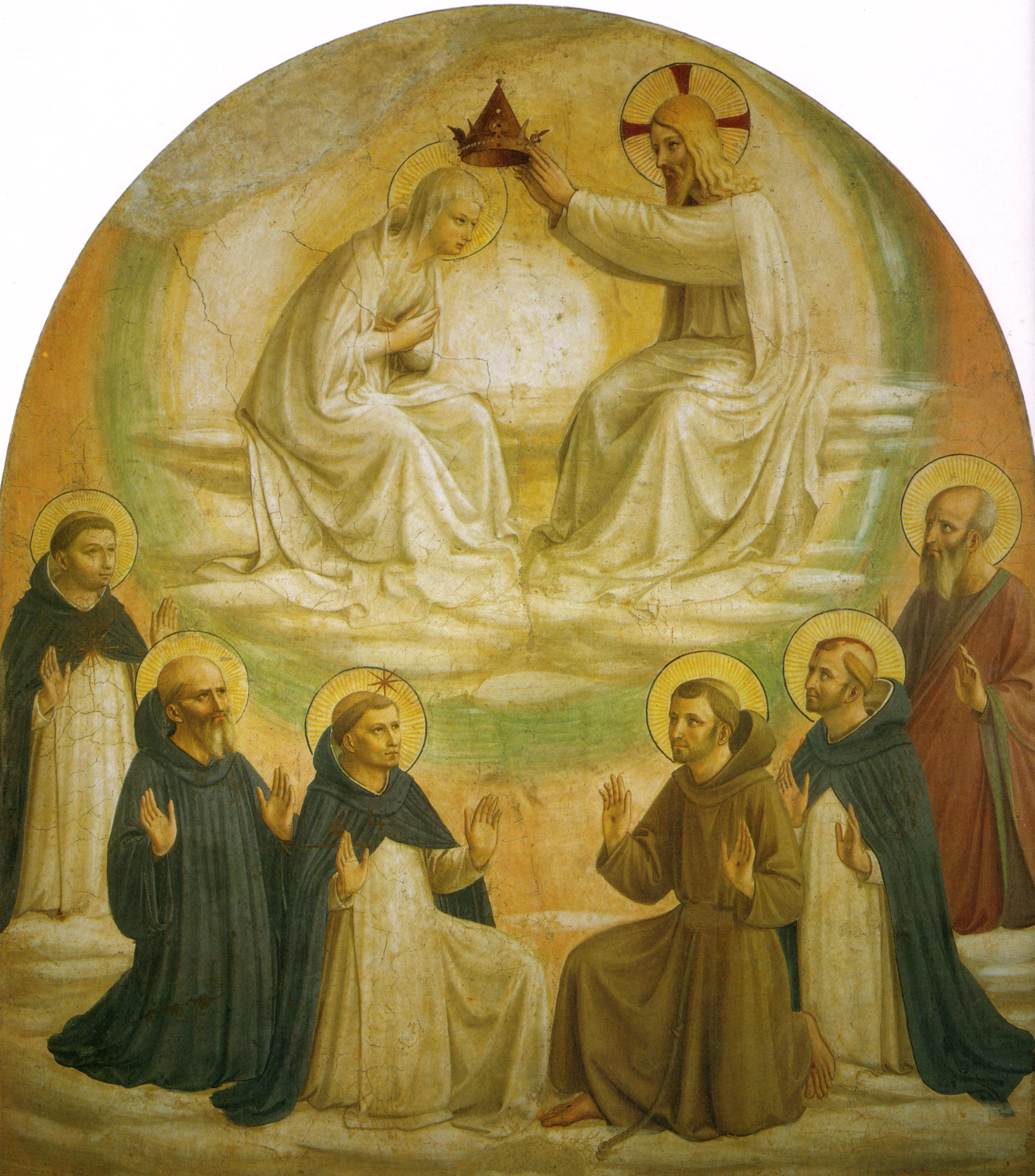
『聖母戴冠』（1438年 - 1440年） サン・マルコ美術館（フィレンツェ） フレスコ画
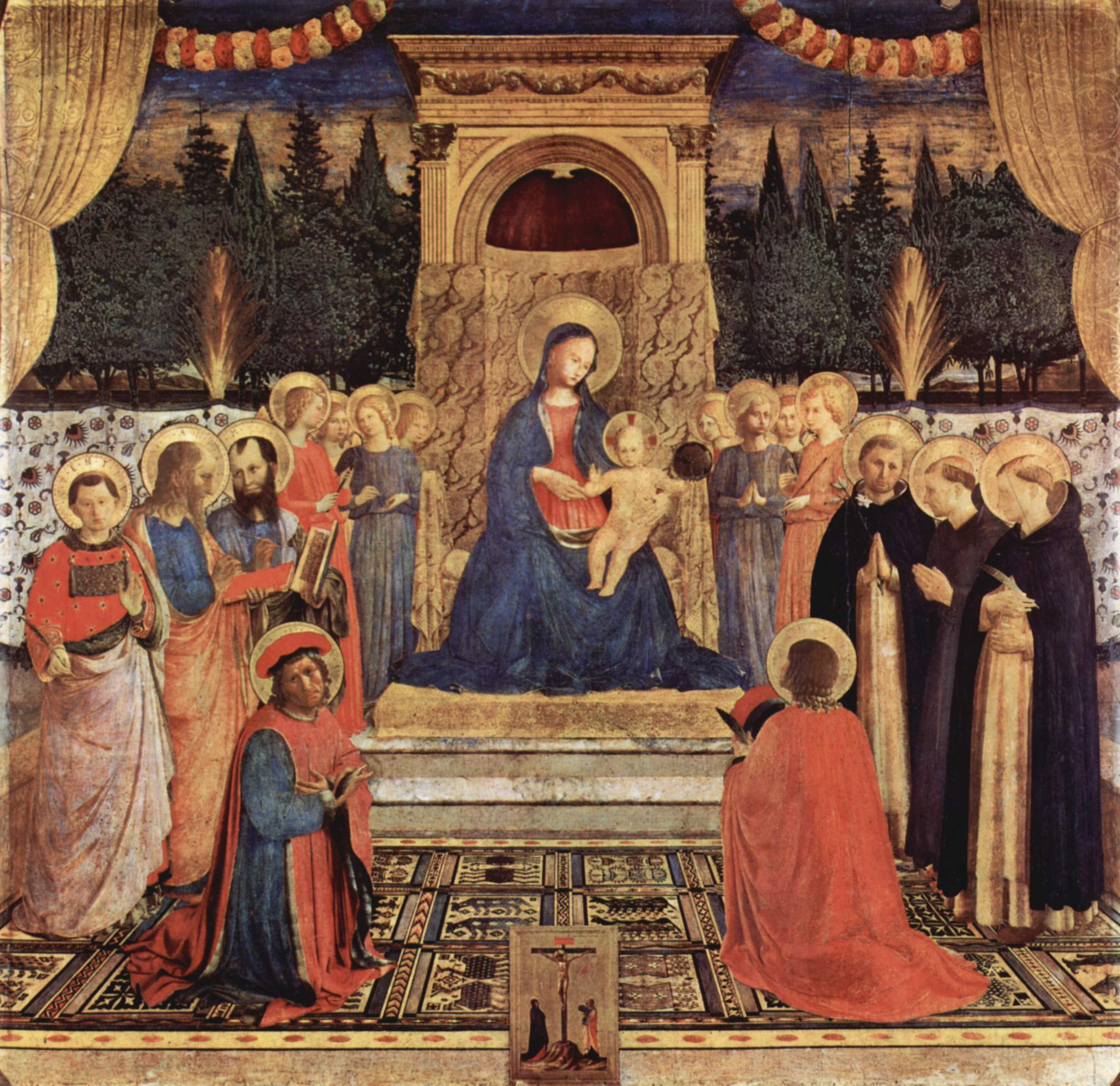
『サン・マルコの祭壇画』（1438年 - 1443年） サン・マルコ美術館（フィレンツェ）
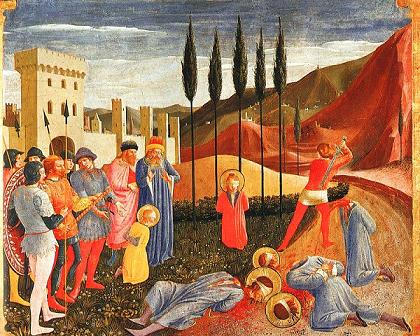
『斬首された聖コスマスと聖ダミアン』（1443年） ルーブル美術館（パリ）

### 1445年 - 1455年

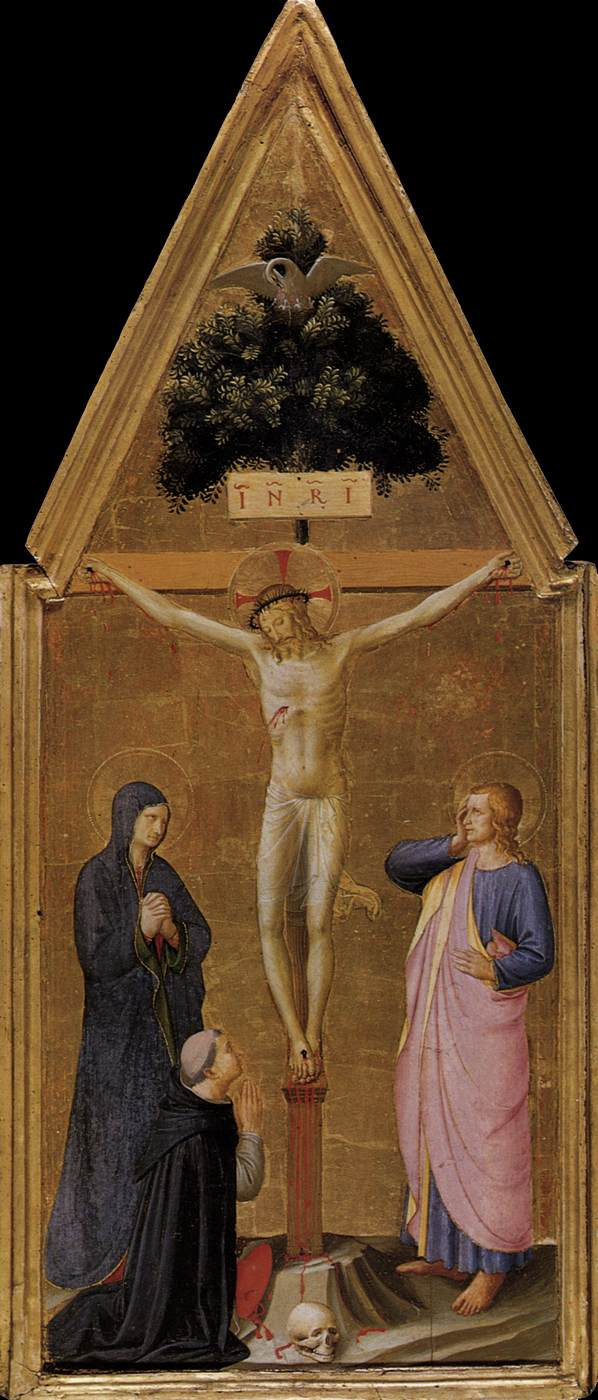
『トルケマダ枢機卿の磔刑図』（1450年） フォッグ美術館（マサチューセッツ州ケンブリッジ）
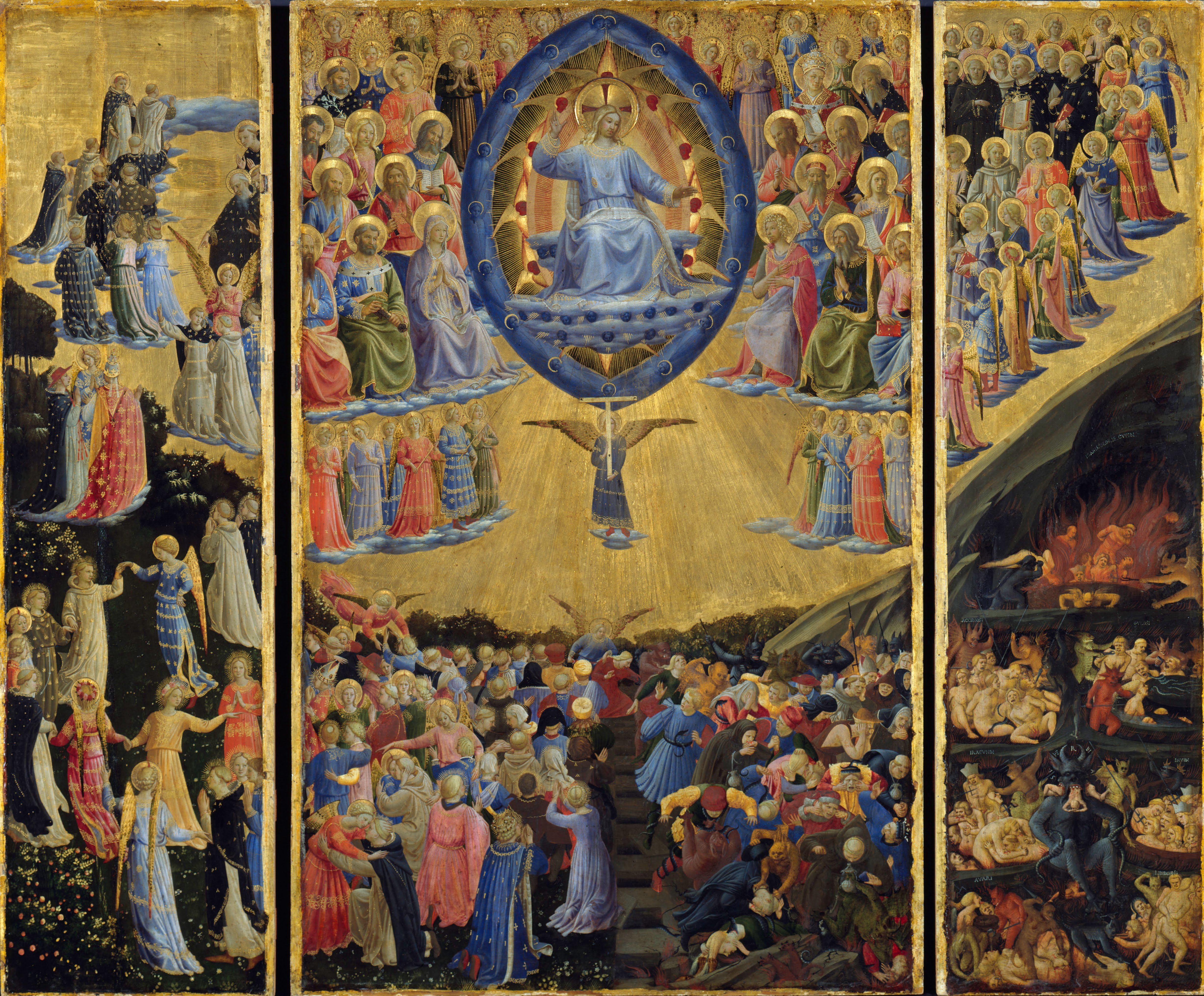
『最後の審判』（1450年頃） 絵画館（ベルリン）
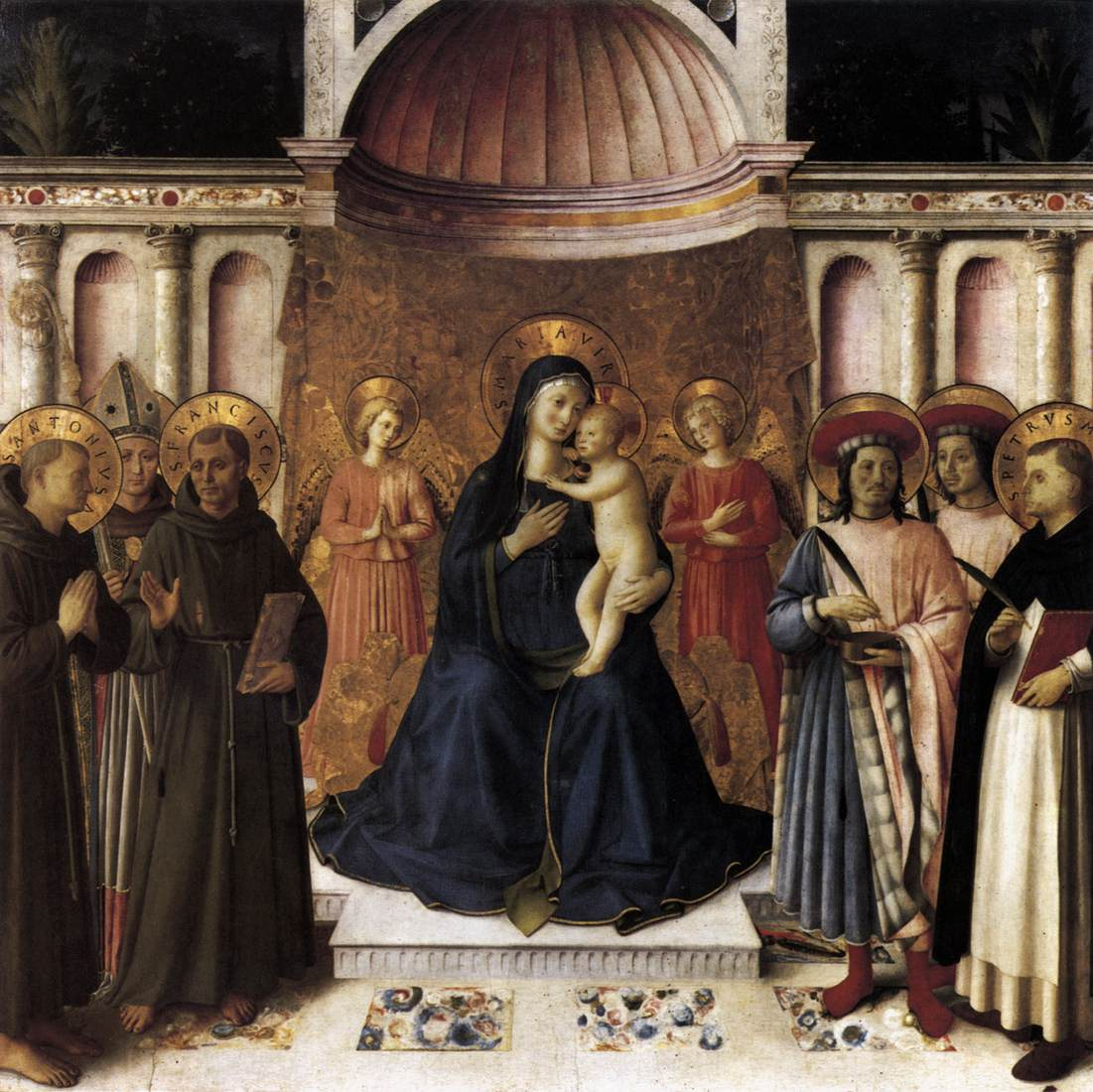
『ボスコ・アイ・フラーティの祭壇画』（1450年 - 1452年） サン・マルコ美術館（フィレンツェ）

## 日本語文献
- 『フラ・アンジェリコ神秘神学と絵画表現』　平凡社、2001年
　ジョルジュ・ディディ＝ユベルマン、寺田光徳／平岡洋子訳注
- 『フラ・アンジェリコ』　〈アート・ライブラリー〉西村書店、1999年、新装版2009年
　クリストファー・ロイド／デーヴィド・ホワイト作品解説、森田義之訳注
- 『フラ・アンジェリコ　素描研究と色彩への関心』　東京書籍〈イタリア・ルネサンスの巨匠たち10〉、1995年
　ジョン・ポープ＝ヘネシー、喜多村明里訳注

## 関連文献
- Didi-Huberman, Georges. Fra Angelico: Dissemblance and Figuration. University of Chicago Press, 1995. ISBN 0-226-14813-0 Discussion of how Fra Angelico challenged Renaissance naturalism and developed a technique to portray "unfigurable" theological ideas.
- Gilbert, Creighton, How Fra Angelico and Signorelli Saw the End of the World, Penn State Press, 2002 ISBN 0-271-02140-3
- Spike, John T. Angelico, New York, 1997.
- Supino, J. B., Fra Angelico, Alinari Brothers, Florence, undated, from Project Gutenberg